# Acanthoecida
Az Acanthoecida a galléros ostorosok egyik rendje. Lebegő részecskéket evő heterotróf ostoros.

## Történet
Az Acanthoeca nemzetséget, az Acanthoecida típusnemzetségét 1929-ben írta le W. N. Ellis.
Az Acanthoecidát eredetileg családként írta le Richard E. Norris Acanthoecidae néven, majd Thomas Cavalier-Smith 1997-ben renddé helyezte. Nitsche et al. a definícióját 2011-ben módosította. Jelenlegi definíciója szerint kosárszerű bordázott kovapáncélú galléros ostorosokra, belső felszínükön részleges vagy teljes szerves mátrixszal.
Del Campo et al. 2013-ban 18S rDNS-szekvenciák alapján igazolták az ismert galléros ostorosok két fő kládba (Acanthoecida, Craspedida) sorolását, és 3 édesvízi élőlényt is kimutattak ezek testvércsoportjaiban.
2015-ben Thaler et al. a Stephanoecidae családról 18S rRNS alapján kimutatták, hogy parafiletikus.

## Morfológia

### Sejttest
A Crinolina és a Diaphanoeca sejtteste általában 5–6 μm széles és 7–8 μm hosszú, páncéljuk 20–25 μm széles és 22–40 μm széles. Ostoruk mintegy 10–60 μm hosszú.

### Páncél
Páncéljuk a Craspedida szerves páncéljaival szemben szilikáttartalmú.
Összetett páncéljukkal elkerülik az aljzatra való süllyedést, lehetővé téve az áramlatok általi szállítást. Így a felszínhez és a magas klorofilltartalmú mély vizekben maradhatnak, ahol több a zsákmányuk, és elég szilícium van a páncélszintézishez.
Ez a páncél az ismert példányokban 5 μm-nél vastagabb, az, hogy jobbára 3 μm alatti sejteket tartalmazó pikoplankton-frakciókban fordul elő, jelentheti azt, hogy a páncél a szűrés során visszahúzódik vagy törik, vagy hogy sok ismeretlen sejttípus van az Acanthoecidában.

## Előfordulás
Az Acanthoecida a leggyakoribb tengeri gallérosostoros-rend magas oxigéntartalmú vizekben. Jobbára piko- és nanoplanktonban fordulnak elő, és gyakoriak a mikroplanktonban is – del Campo et al. 2015-ös kutatása szerint az első két csoport RNS-ének 84,8, 87,3, illetve 35,4%-át adta, DNS-ének pedig 64,2, 78, illetve 51,8%-át. Alacsony oxigéntartalmú vizekben kevés található meg – 8 RNS-mintát találtak.
Elsősorban tenger- és brakkvízben fordulnak elő, de van 2 édesvízi faja is.

## Életmód
Heterotróf bakterivor, korábbi feltételezések szerint szubsztráthoz rögzített szesszilis vagy passzívan mozgó egysejtűek. Magas klorofilltartalmú mély vizekben és felszínen való jelenlétük alapján passzívan mozoghatnak. Del Campo et al. 2015-ös tanulmánya szerint lehetnek aktívan mozgó fajai is.

## Taxonómia
Családjai az Acanthoecidae Norris, 1965 és a Stephanoecidae Leadbeater in Nitsche et al., 2011.
A páncélszerkezet által megkülönböztethetők az Acanthoecida-fajok és -nemzetségek.

## Genomika
Gerdol et al. 2019-ben kimutatták, hogy az állati OvoA, vagyis egy ovotiol-szintáz génje már a Choanozoa közös ősében jelen lehetett. Ez a csoport megtalálható az Acanthoecida minden fajában és két Craspedida fajban.

## Fontosság
A galléros ostorosokkal az állatok korai evolúciója is vizsgálható. Ezenkívül használhatók proxiként az alapkutatásban a biodiverzitás és az életközösségek ökológiája terén a heterotróf ostorosok közt. Ezenkívül a biogeográfiai problémák, például az éghajlatváltozás terén is ismeretek szerezhetők a galléros ostorosok vizsgálatával.